# Hagiwara Hiromichi
Pour les articles homonymes, voir Hagiwara.
Hagiwara Hiromichi (萩原広道)　(1815-1863) est un érudit japonais en littérature, philologie et nativisme (国学, kokugaku, littéralement « science nationale ou du pays »). Il est également auteur, traducteur, et poète actif à la fin de l'époque d'Edo.
Il est particulièrement connu pour son commentaire innovateur et son analyse littéraire du Dit du Genji (Genji monogatari, 1010) trouvés dans son œuvre intitulée Genji monogatari hyōshaku (源氏物語評釈, Une évaluation du Genji), publiée entre 1854 et 1861.

## Biographie

### Principaux ouvrages
- Ashi no ha wake 葦の葉わけ (1863)
- Genji monogatari hyôshaku: kōsei yakuchū (1854–61)
- Honkyō tei 本教提綱 (1846)
- Kogen yakkai 古語訳解 (1848)
- Seijū on’yakujiron (1845)